# فهرست فرماندهان سپاه مغول در حمله به ایران

## فرماندهان سپاه چنگیز
| نام             | مقام | توضیحات |
| --------------- | --- | --- |
| چنگیز خان       | خان بزرگ | به مدت سه سال (۶۱۹-۶۱۶ ه ق) رهبری جنگ را شخصاً بر عهده داشت. او به همراهی پسرش تولی در رأس قوای اصلی نخست بخارا را تسخیر کرد. در سال ۶۱۷ به سمرقند حمله کرد در سال ۶۱۹ چنگیز پس از تسخیر طالقان، بامیان، طخارستان و پس از جنگ سند به مغولستان برگشت. |
| جوجی            | پسر ارشد چنگیز خان | جوجی در جنگ با سلطان محمد او را شکست داد. فرماندهی و تصرف شهرهای ساحل سیحون به دست او بود. |
| جغتای           | پسر دوم چنگیز خان | به همراه اوگتای شهر اترار و گرگانج را تسخیر کرد همچنین به همراه دو برادر کوچکترش اوگتای و تولی در تصرف پایتخت خوارزمشاهیان گرگانج شرکت داشت. پس از مراجعت چنگیز خان به مغولستان به همراه اوگتای نواحی غزنین و سند و کرمان و مکران را بطور کلی ویران کرد تا در صورت بازگشت جلال‌الدین از هند لشکریان او نتوانند از هیچ وسیلهٔ معیشت از این نقاط بهره بگیرند. |
| اوگتای‌خان       | پسر سوم و جایگزین چنگیز خان پدر گیوک خان سومین جانشین چنگیز                                                                 | در تسخیر اترار و همچنین گرگانج شرکت داشت. بعد از ویران کردن نواحی غزنین و سند و کرمان و مکران (در ایالت بلوچستان پاکستان کنونی) در زمستان ۶۱۹ به همراه جغتای و برادر دیگرش جوجی توسط چنگیز فراخوانده شدند تا در شورایی که در کنار رود سیحون تشکیل شد با یکدیگر در مورد ادارهٔ ممالک تسخیر شده تصمیم بگیرند. |
| تولی            | پسر چهارم چنگیز خان پدر منگوقاآن جانشین چهارم چنگیز و پدر هلاکو خان بنیانگذار سلسله ایلخانان در ایران مأمور فتح خراسان بود. | همراه چنگیز در جنگ بخارا و سمرقند شرکت داشت. او پس از تسخیر گرگانج سال بعد خراسان را اشغال نموده و مرو را خراب و اهالی را قتل عام کرد. او پس از فتح مرو به نیشابور آمد و در دهم صفر ۶۱۸ پس از تسخیر مردم این شهر را قتل عام کرد. تسخیر شهر هرات نیز به دست او بود. او در هرات جز اتباع سلطان جلال‌الدین به کشتن دیگر کس دیگری اقدام ننمود. در هنگام محاصرهٔ ده ماهه قلعه نصرت کوه در طالقان خراسان توسط چنگیز خان و پس از فتح خراسان و خوارزم به همراه دو برادر خود جغتای و اوگتای به قوای چنگیز پیوست و با کمک هم طالقان را تسخیر کردند. |
| تغاجارنویان     | داماد چنگیز خان | در اواسط رمضان سال ۶۱۷ ه ق. در محاصرهٔ نیشابور کشته شد. |
| یمه نویان       | سردار سپاه | مأمور تعقیب سلطان محمد، در تعقیب سلطان از حوالی نیشابور از سبتای بهادر جدا شد و راه مازندران را پیش گرفت. در شهر آمل کشتار بسیار کرد. او سپس به سپاه سبتای در شهر ری پیوست. |
| سبتای بهادر     | سردار سپاه | مأمور تعقیب سلطان محمد، از راه کومش یا استان سمنان امروزی به دنبال سلطان رفت و در حمله به سمنان و ری شرکت داشت. |
| قوتوقو نویان    | سردار سپاه | فرماندهی سپاه مغول را در سال ۱۲۲۱ میلادی (۶۱۸ ه ق) در جنگ پروان برعهده داشت. این جنگ مابین جلال‌الدین خوارزمشاه و مغول در روستای پروان در نزدیکی شهر غزنین درگرفت و با پیروزی سلطان جلال‌الدین خاتمه یافت. |
| قراچه نویان     | سردار سپاه | به همراه قوتوقو نویان در سرکوبی شورش مرو و قتل عام مردم شرکت داشت. |
| ایل‌چیکدای نویان | سردار سپاه | چنگیز او را جهت سرکوبی شورش مردم به هرات فرستاد او پس از شش ماه و هفده روز شهر را در جمادی الثانی ۶۱۹ گرفت و مردم را قتل عام کرد. |
| نورکای نویان    | سردار سپاه | جانشین تغاجارنویان بعد از مرگ او شد سپاه را به دو قسمت تقسیم کرد و به توس و سبزوار حمله کرد. |

## فرماندهان سپاه اوگتای قاآن
| نام           | مقام       | توضیحات |
| ------------- | ---------- | --- |
| جرماغون نویان | سردار سپاه | در شروع حکومت اوگتای قاآن دو سپاه برای فتح ممالک مفتوح نشده تشکیل شد یکی به سمت ختای یعنی چین شمالی رفت و فرمانده سپاه صد هزار نفری دوم جرماغون نویان بود این سپاه عهده‌دار سرکوبی قطعی جلال‌الدین و فتح آذربایجان و کردستان شد. |
| بایجو نویان   | سردار سپاه | در سال ۶۳۹ ه ق جانشین جرماغون نویان شد در همان سال به ارزروم (در ترکیه کنونی) که از بلاد غیاث‌الدین خوارزمشاه بود حمله کرد سپاه او در سال ۶۴۰ ه ق به استقلال سلجوقیان روم خاتمه داد. و متصرفات ممالک سلجوقی به تصرف مغول درآمد. |

توضیح: نویان (înoyan) در زبان مغولی به معنای امیر و شاهزاده و فرمانده‌است.